# داغینیک (امیرداغ)
داغینیک (به ترکی استانبولی: Dağınık) یک منطقهٔ مسکونی در ترکیه است که در امیرداغ واقع شده‌است.